# Marinko Škaričić
Marinko Škaričić (29. svibnja 1980.), hrvatski nogometaš, obrambeni igrač koji je potekao iz Hajdukove nogometne škole. Za Hajduk je imao svega 1 prijateljski nastup na kojemu je postigao 2 zgoditka.
Nakon Hajduka odlazi u nekoliko klubova, a kao prvotimac igrao je za NK Čakovec gdje je odigrao dvije sezone 2000./01. i 2001./02., i NK Kamen Ingrad sezone 2005./06. Ukupno je u tim klubovima (bez Hajduka) sakupio 40 nastupa bez ijednog zgoditka a i 11 žutih kartona. Jedini prvenstveni zgoditak postigapo je za trećeligaša Novalju sezone 2007./08.
Sezonu 2004./05. proveo je u drugoligašu Hrvatskom dragovoljcu, a nakon Kamen Ingrada prelazi u Grindavik (2007.), pa zatim i trećeligaške klubove Novalja i Omiš. Danas je trenutno na popisu igrača bez klubova.
Statistika u Hajduku
| Natjecanje        | Nastupi | Zgoditci |
| ----------------- | ------- | -------- |
| Prvenstvo         | 0       | 0        |
| Kup               | 0       | 0        |
| Superkup          | 0       | 0        |
| Međunarodne       | 0       | 0        |
| Splitski podsavez | 0       | 0        |
| Ukupno            | 0       | 0        |
| Prijateljske      | 1       | 2        |
| Sveukupno         | 1       | 2        |